# Чміль Андрій Анатолійович
Андрі́й Чміль — український та бельгійський велогонщик, народився 22 січня 1963 року у Хабаровську. Найбільших успіхів досяг на класичних одноденних гонках, особливо тих, які включали великі відрізки бруківки. На рахунку Андрія Чміля перемоги на престижних перегонах Париж-Рубе, Мілан-Сан-Ремо та Париж-Тур, також в його активі Кубок Світу з шосейних гонок. Закінчив кар'єру гонщика у 2002 році після травми, отриманої під час гонки. Працював менеджером декількох бельгійських велокоманд, після у серпні 2006 став міністром спорту Молдови.
Президент російської велосипедної команди «Катюша».